# Барбианело
Барбианѐло (на италиански: Barbianello, на местен диалект: Barbiané, Барбиане) е село и община в Северна Италия, провинция Павия, регион Ломбардия. Разположено е на 63 m надморска височина. Населението на общината е 859 души (към 2017 г.).